# 프란시스코 마투라나
프란시스코 안토니오 마투라나 가르시아(스페인어: Francisco Antonio Maturana García, 1949년 2월 15일, 키브도 ~)는 파초 마투라나(스페인어: Pacho Maturana)로도 알려진 콜롬비아의 전직 축구 선수이자 지도자로 현재 FIFA 축구 위원회의 일원으로 활동하고 있다.

## 선수 경력
초코 주 키브도 출신인 프란시스코 마투라나는 유년 시절에 가족과 함께 메데인으로 이주했다. 그는 메데인에서 프로 축구 신고식을 치르면서 동시에 안티오키아 대학교를 다녔는데, 이후 치의학 학위를 취득했다. 그는 1970년에 아틀레티코 나시오날에서 프로 무대 신고식을 치러 1980년까지 소속 구단의 선발 수비수로 활약했다. 그는 아틀레티코 나시오날 소속으로 1973년과 1976년에 콜롬비아 리그를 2번 우승했다. 1981년, 그는 아틀레티코 부카라망가로 이적했고, 콜롬비아 국가대표팀 일원으로 6경기 출전했으며, 1982년 월드컵 예선전에도 참가했다. 1982년, 그는 데포르테스 톨리마에서 잠깐 활약하다가 시즌 끝에 은퇴했다.

## 감독 경력
우루과이의 아니발 루이스와 루이스 쿠비야로부터 감명받은 그는 1986년에 콜롬비아의 온세 칼다스에서 감독일을 시작했다. 이듬해, 콜롬비아 축구 연맹은 그를 청소년 국가대표팀 감독으로 임명하였고, 얼마 지나지 않아 그를 1987년의 코파 아메리카에 참가할 성인 국가대표팀 감독으로 승격시켰고, 콜로미아는 개최국 아르헨티나를 이기고 최종적으로 3위의 성적을 냈다. 당시, 그는 친정 아틀레티코 나시오날의 감독직도 겸임했다. 이후, 1989년, 그는 경력의 정점을 찍었다. 그는 당대 콜롬비아의 거성 선수들이 즐비하는 아틀레티코 나시오날을 이끌고, 콜롬비아 최초로 코파 리베르타도레스를 우승한 감독으로 임명되었다. 12월, 그는 밀란과의 인터콘티넨털컵 경기를 막판 추가시간 실점으로 패했다. 완벽한 시즌에 한 번의 옥의 티가 남게 되었다. 이듬해, 그는 카메룬에 패했지만 콜롬비아를 이끌고 16강전에 오르면서 2014년 이전까지 거둔 콜롬비아의 역대 최고 월드컵 성적을 냈다.
대회 후, 그는 스페인 바야돌리드 감독으로 취임했다. 그는 1991-92 시즌에 레알 마드리드의 감독을 맡을 것이라는 소문이 떠돌았다. 1993년, 엘 파이스는 그를 올해의 남미 축구 선수로 선정했고, 스페인의 마르카 지는 세계 최고의 감독 3위에 그의 이름을 올렸다.
1992년, 그는 콜롬비아 리그 정상에 오른 아메리카 데 칼리 지휘봉을 잡으면서 모국으로 복귀했다. 1993년, 그는 콜롬비아를 이끌고 부에노스 아이레스에서 아르헨티나에 역사적인 5-0 대승을 거두면서 2대회 연속 월드컵 본선에 올랐다. 이 경기로 인해 콜롬비아는 1994년 월드컵의 깜짝 우승후보로 급부상했지만, 범죄 조직의 끊임 없는 협박을 받던 콜롬비아는 기대와 다르게 루마니아와 미국에 연달아 패하면서 조별 리그에서 탈락했다.
그는 이후 아틀레티코 마드리드를 잠깐 거쳐 1995년에 에콰도르 국가대표팀 감독이 되었다. 에콰도르가 1998년 월드컵 본선행이 좌절되자, 그는 콜롬비아로 복귀해 미요나리오스 감독을 맡았다.
1999년, 그는 단기간 코스타 리카를 지도했고, 2000년에는 페루를 몇 달 동안 지휘했다. 그는 2001년에 자국에서 열리는 코파 아메리카를 앞두고 콜롬비아 국가대표팀 감독이 되어 사상 첫 우승을 거두었다. 그는 이후 사우디 아라비아의 알-힐랄 감독을 맡아 국내 리그와 아시아 챔피언스리그를 이끌었고, 콜롬비아와 아르헨티나의 콜론 산타 페를 거쳐다.
그는 FIFA의 기술위원진으로 파비오 카펠로와 세사르 메노티 등과 함께 감독 연수회를 주도했다.
2007년 4월, 마투라나는 아르헨티나의 힘나시아 라 플라타 감독직을 수락했다. 그는 2007년 4월 22일에 에스투디안테스와의 라이벌전으로 임기를 시작했다. 그러나 얼마 지나지 않아 2007년 8월에 힘나시아 라 플라타와의 연을 정리했다.
2008년 2월 1일을 기점으로, 그는 트리니다드 토바고 국가대표팀 감독으로 취임했다. 그가 처음으로 지휘한 경기는 2월 6일에 트리니다드의 퀸스 파크 오벌에서 열린 과들루프와의 경기였다. 그러나, 2009년 4월 8일, 그는 트리니다드 토바고 감독직에서 해임되었다.
2019년, 그는 2019년 코파 아메리카를 앞두고 베네수엘라 대표팀의 수석 코치가 되었다.

## 수상

### 선수
아틀레티코 나시오날
- 카테고리아 프리메라 A: 1973, 1976

### 감독
아틀레티코 나시오날
- 코파 리베르타도레스: 1989

아메리카 데 칼리
- 카테고리아 프리메라 A: 1992

알-힐랄
- 사우디 프리미어리그: 2001-02

콜롬비아
- 코파 아메리카: 2001